# Кампо Калабро
Кампо Калабро је насеље у Италији у округу Ређо ди Калабрија, региону Калабрија.
Према процени из 2011. у насељу је живело 4003 становника. Насеље се налази на надморској висини од 148 м.

## Становништво
| 1951. | 1961. | 1971. | 1981. | 1991. | 2001. | 2011. |
| ----- | ----- | ----- | ----- | ----- | ----- | ----- |
| 3.142 | 3.084 | 3.084 | 3.459 | 3.801 | 4.074 | 4.410 |